# Huguette Heldenstein

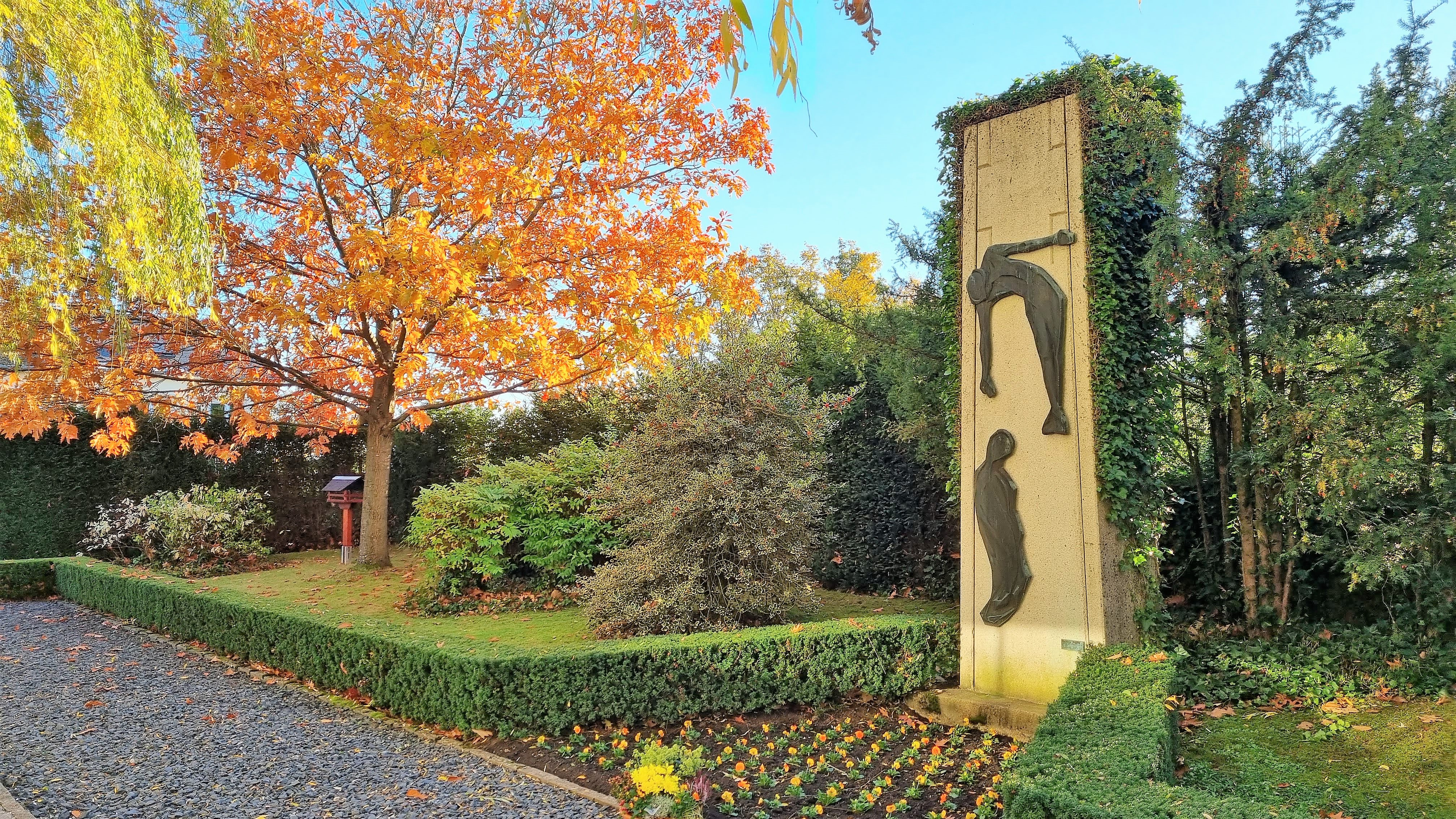
monumentale crucifix (1971) op de begraafplaats van Fetschenhof

Huguette Helena Laure Etienne-Heldenstein (Luxemburg, 1926) is een Luxemburgs beeldhouwer.

## Leven en werk
Huguette Heldenstein was een dochter van Frantz Heldenstein en Jeanne Soupert. Haar vader runde in de stad Luxemburg het familiebedrijf 'Maison Settegast', gespecialiseerd in woninginrichting. Hij was daarnaast ook actief als beeldhouwer. Huguette studeerde onder meer aan de Académie Julian en de École nationale supérieure des beaux-arts in Parijs. In 1949 studeerde ze af in beeldhouwkunst aan de École Supérieure des Beaux-Arts in Genève. Een jaar later debuteerde ze op de Salon du CAL, de jaarlijkse tentoonstelling van de Cercle Artistique de Luxembourg, waar ze naast Charlotte Engels, Émile Hulten en Wenzel Profant haar werk liet zien. Op de Salon van 1951, waaraan ook haar vader deelnam, won ze de Prix de la jeune Sculpture, een aanmoedigingsprijs voor jonge beeldhouwers. Ze nam ook deel aan latere Salons, meerdere keren tegelijk met haar vader. In 1954 trouwde Heldenstein met Emile Etienne, ze bleef voor haar werk haar eigen naam gebruiken. In 1957 nam ze deel aan een ontwerpwedstrijd voor een fronton voor de Pius X-kerk in Belair en behaalde de tweede plaats, na Émile Hulten. In 1966 vertegenwoordigde ze Luxemburg op de Salon européen des femmes-peintres in Nancy, samen met Triny Beckius, Georgette Beljon, Monique Brackel, Solange Frégnac, Thérèse Frégnac, Josée Gloden, Nina Grach-Jascinsky, Marie-Ange Heiden, Christiane Heinen, Erny Heuertz, Loulou Heuertz, Valérie Kuborn, Ger Maas, Hélène Meer, Marie-Jeanne Molitor, Irène Nadler, Vanna Solofrizzo, Germaine Spiesse en Lily Unden.

## Enkele werken
- 1950 Le coup du bonheur, affiche voor de Nationale Loterij.
- 1955 basreliëf voor de feest- en turnzaal van de school in Bonnevoie-Sud.
- 1957 ontwerp fronton Pius X-kerk in Belair.
- 1965 reliëf op de noordgevel van het portaal van de abdij van Echternach.[5]
- 1971 crucifix op de begraafplaats van Fetschenhof.
- voor 1975 buste van vader Frantz Heldenstein.[6]
- 1980 De fiischen an de biir, Wiltz.
- 1980 medaille voor het 150-jarig bestaan van het stadhuis van de stad Luxemburg.
- 1994 buste van de heilige Maximiliaan Kolbe in de kerk van Neudorf.[7]

- Musée national d'archéologie, d'histoire et d'art: lkl000129
- RKD-Nederlands Instituut voor Kunstgeschiedenis: 26757